# Vigna unguiculata subesp. sesquipedalis
Vigna unguiculata subespecie sesquipedalis es una legumbre comestible cultivada para consumir sus vainas verdes. Se la conoce por el nombre de judía de metro, bora, judía de vaca, frijol espárrago, habichuela larga, frijol serpiente.

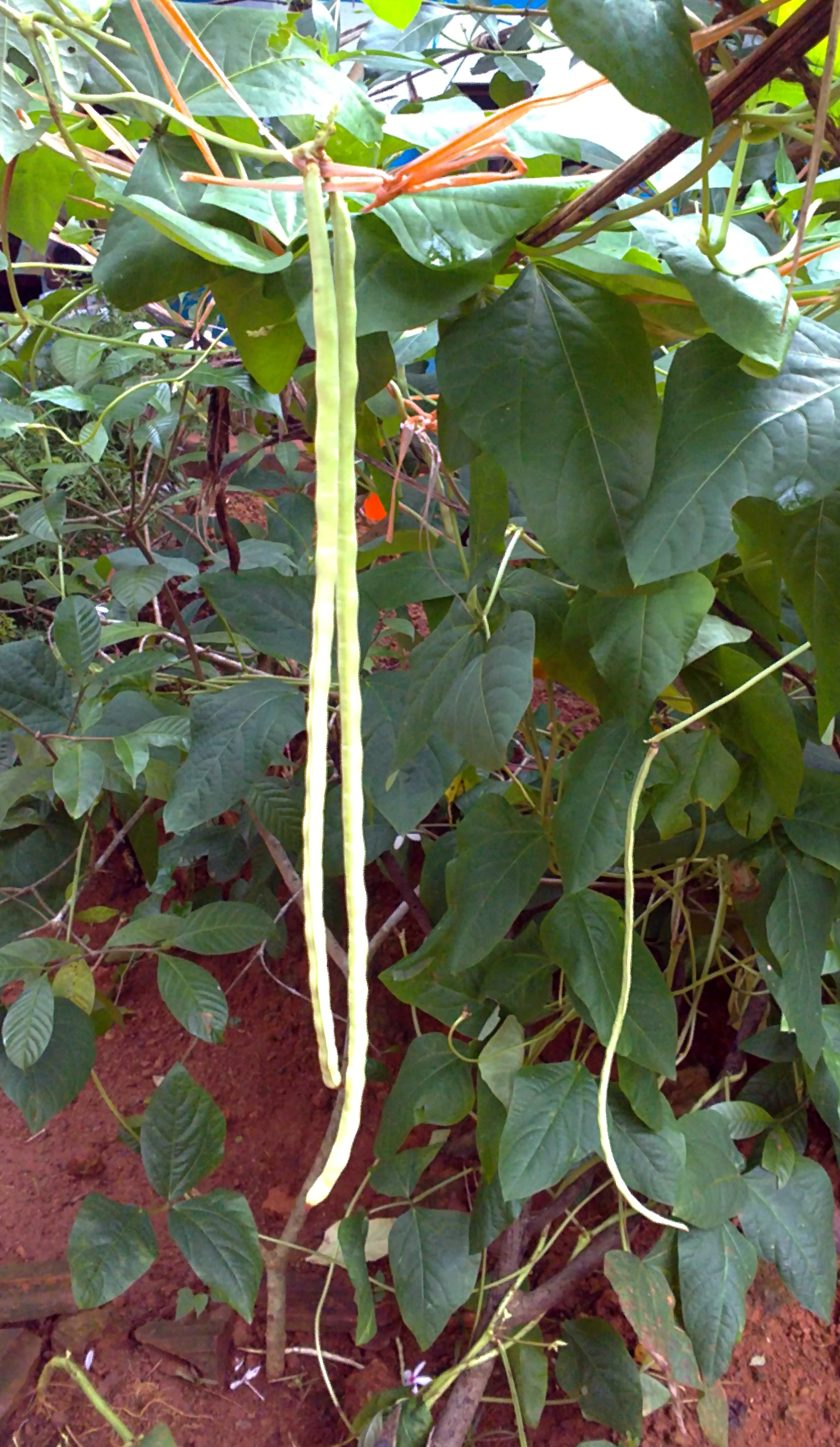
Vista de la planta

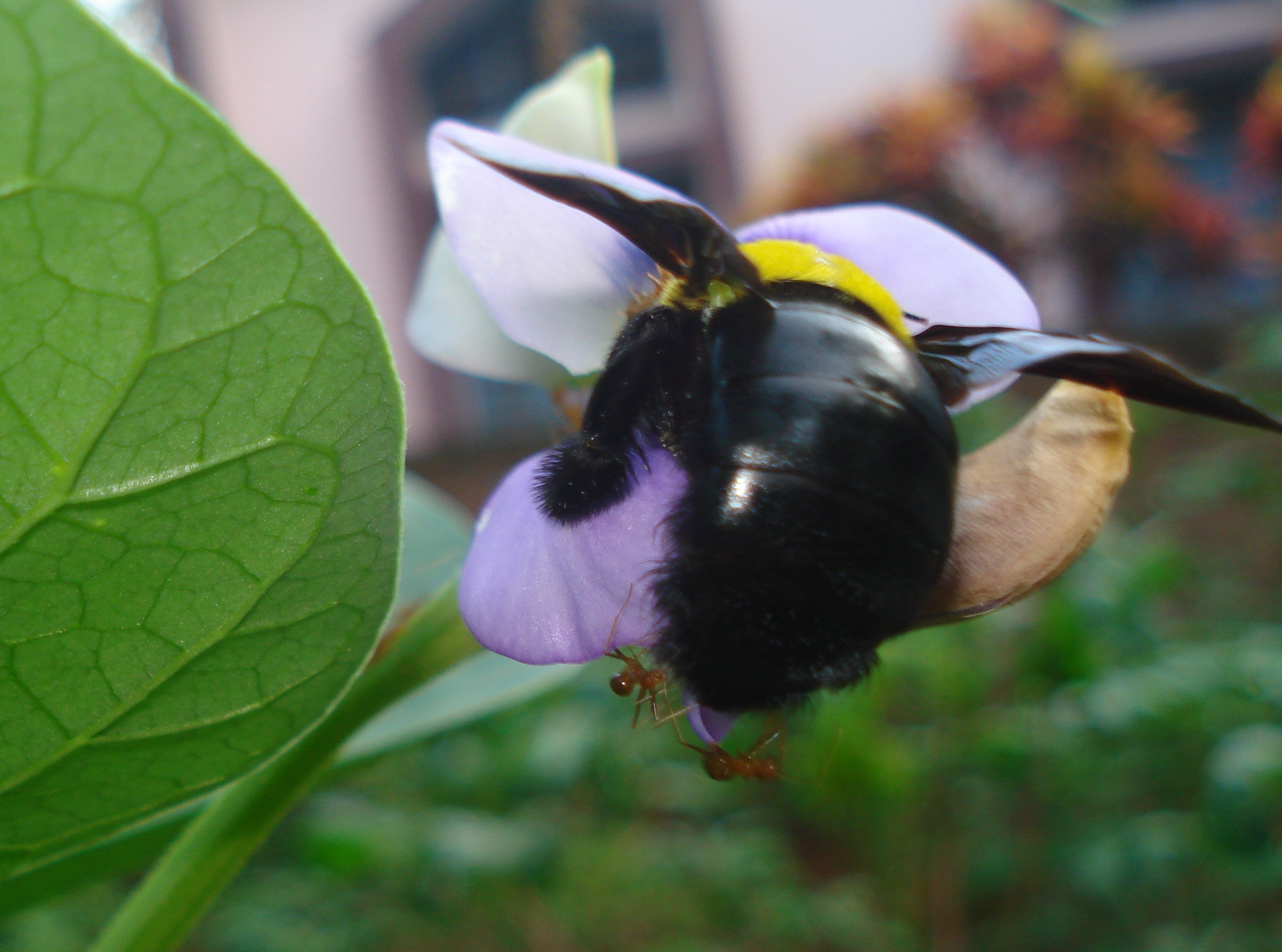
Flor

## Descripción
Son plantas trepadoras o hierbas arbustivas, anuales; con los tallos glabros. Folíolos ovados, de 8–11 cm de largo y 4.5–6.7 cm de ancho, ápice acuminado, base obtusa, glabros; pecíolos 6.7–8.7 cm de largo, glabros, estípulas generalmente peltadas, ca 1.5 cm de largo. Inflorescencias 8.7–15 cm de largo, con 1–3 nudos florales, brácteas lanceoladas, 3–5 mm de largo, caducas, bractéolas espatuladas, 3–5 mm de largo, subpersistentes, flores ca 2 cm de largo, blancas con máculas moradas, subsésiles; cáliz campanulado, tubo 5 mm de largo, dientes deltoides, 2 mm de largo, glabro; estandarte con 1 o 2 apéndices en la lámina; quilla sin rostro. Frutos lineares, 7–15 (variable de 20–100 en los cultivares) cm de largo y 11 mm de ancho, glabros; semillas 10–17, oblongas a reniformes, ca 8 mm de largo y 6 mm de ancho, diversos colores, germinación epigea.

## Distribución
La planta pertenece a un género distinto del género al que pertenece la judía común. Es una vigorosa enredadera trepadora anual. La planta es propia de climas tropicales/subtropicales y se la cultiva especialmente en las zonas cálidas del sur de Asia, el sudeste de Asia, y el sur de China. Una variedad de judía de careta, se la cultiva principalmente por sus vainas inmaduras excepcionalmente largas (35-75 cm) y se la utiliza en forma similar a la judía verde o chaucha. Las numerosas variedades de esta especie se distinguen por lo general por los diferentes colores de sus semillas maduras.

## Cultivo
Las vainas, que pueden comenzar a formarse a los 60 días de la siembra, cuelgan en grupos de dos o más. Para consumo es conveniente recolectarlas antes que alcancen su plena madurez; sin embargo, de aquellas vainas que no se han recogido es posible usar sus semillas secas en sopas. Al cosechar, es importante no recolectar los brotes que se encuentran por encima de las vainas; dado que la planta producirá muchas más vainas en el mismo tallo. Las plantas toman más tiempo en alcanzar la madurez que las otras variedades de judías, pero una vez en producción, las vainas son de crecimiento rápido y es preciso una cosecha diaria. Las plantas producirán vainas hasta el comienzo de las heladas.

## Nutrición
Son una buena fuente de proteínas, vitamina A, tiamina, riboflavina, hierro, fósforo y potasio, y una muy buena fuente de vitamina C, ácido fólico, magnesio y manganeso. 

## Taxonomía
Vigna unguiculata fue descrita por (L.) Walp. y publicado en Repertorium Botanices Systematicae. 1(5): 779. 1843.
Etimología
Vigna: nombre genérico que fue otorgado en honor del botánico italiano Dominico Vigna que lo descubrió en el siglo XVII.
unguiculata: epíteto latíno que significa "con una garra"
sesquipedalis: epíteto latíno
Sinonimia
- Dolichos sesquipedalis L.
- Vigna sesquipedalis (L.) Fruwirth
- Vigna sesquipedalis (L.) F. Agcaoili
- Vigna sinensis subsp. sesquipedalis (L.) Van Eselt.
- Vigna sinensis var. sesquipedalis (L.) Asch. & Schweinf.
- Vigna unguiculata var. sesquipedalis (L.) H.Ohashi
- Vigna unguiculata var. sesquipedalis (L.) Bertoni	[4]